# 热隆河畔沙穆
热隆河畔沙穆（法語：Chamoux-sur-Gelon，法語發音：[ʃamu syʁ ʒəlɔ̃]）是法国萨瓦省的一个市镇，位于该省中西部偏南，属于尚贝里区。

## 地理
热隆河畔沙穆（45°31'58"N, 6°12'56"E）面积10.63 平方千米，位于法国奥弗涅-罗讷-阿尔卑斯大区萨瓦省，该省份为法国东部省份，历史上为薩伏依的一部分，北起上萨瓦省，西接伊泽尔省和安省，南部和东部与上阿尔卑斯省和意大利接壤。
与热隆河畔沙穆接壤的市镇（或旧市镇、城区）包括：布尔讷夫、尚洛朗、沙托讷夫、蒙唐德里、蒙日尔贝。

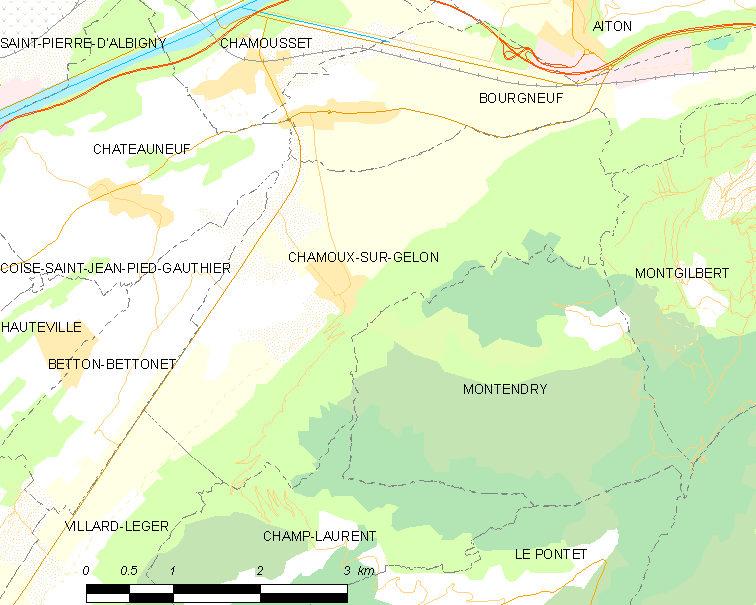
热隆河畔沙穆的OSM定位图

热隆河畔沙穆的时区为UTC+01:00、UTC+02:00（夏令时）。

## 行政
热隆河畔沙穆的邮政编码为73390，INSEE市镇编码为73069。

## 政治
热隆河畔沙穆所属的省级选区为圣皮埃尔达尔比尼县。

## 人口

1962-2008年间热隆河畔沙穆人口变化图示

热隆河畔沙穆于2022年1月1日时的人口数量为961人。